# Comuna urbană Golubovci
Comuna urbană Golubovci (în muntenegreană Gradska opština Golubovci, Градска општина Голубовци) este o subdiviziune administrativă (comună urbană) a Municipiului Podgorica.

## Localități
Balabani, Berislavci, Bijelo Polje, Bistrice, Botun, Vukovci, Vranjina, Golubovci, Goričani, Gostilj, Kurilo, Ljajkovići, Mataguži, Mahala, Mitrovići, Mojanovići, Ponari, Srpska și Šušunja.

## Demografie
Conform datelor de la recensământul din 2011, în comuna urbană Golubovci locuiesc 16.231 de persoane în 19 localități.

### Structura etnică (2011)
- Muntenegreni - 10.574 (65,15%)
- Sârbi - 4.190 (25,81%)
- Alții - 1.467 (9,04%)